# Трійка НКВС

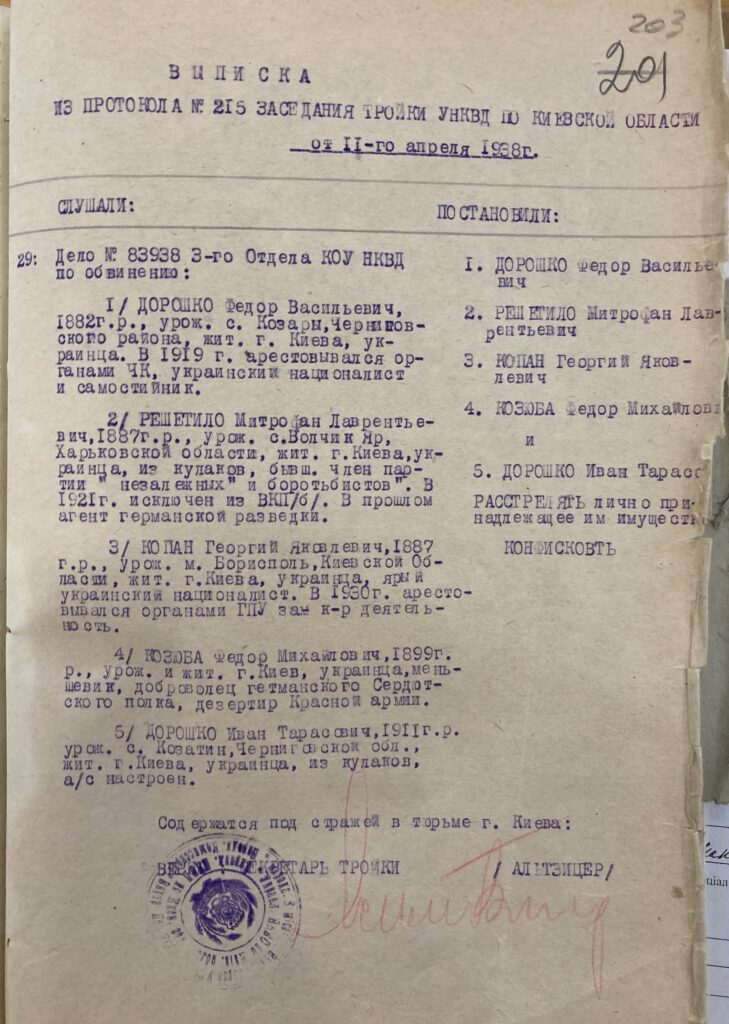
Виписка із протоколу 215 засідання трійки УНКВС по Київській області

Особлива трійка НКВС — орган позасудового винесення вироків в СРСР, що існував в 1937–1938 роках під час Великого терору. Трійки формувалися зазвичай на рівні області. Складалися з начальника підрозділу НКВС, секретаря обкому партії і прокурора. Ще раніше трійки при колегії ОДПУ — попередника НКВД — виносили вироки за статтями кримінального кодексу.
31 липня 1937 року голова НКВС Микола Єжов підписав наказ НКВС № 00447 «Стосовно операції з репресування колишніх куркулів, карних злочинців і інших антирадянських елементів», в якому визначалося завдання розгрому «антирадянських елементів» і склад «оперативних трійок» з прискореного розгляду справ такого роду. Цей наказ був схвалений на пленумі ЦК ВКП(б). До складу трійки зазвичай входили: як голова — місцевий начальник НКВС, члени — місцеві прокурор і перший секретар обласного, краєвого або республіканського комітету ВКП(б). Для кожного регіону Радянського Союзу встановлювалися ліміти з «Першої категорії» (розстріл), і з «Другої категорії» (заслання в табір на термін від 8 до 10 років).
Підвалини спрощення процедур судочинства, які стосувалися лише злочинів, пов'язаних з терористичними актами та терористичними організаціями проти працівників радянської влади, були закладені ще Постановою ЦВК та РНК СРСР від 1 грудня 1934 року, а злочинів, пов'язаних з диверсіями і шкідництвом, — Постановою ЦВК СРСР від 14 вересня 1937 року. Постанови розпочали тенденцію застосування репресивними органами спрощених процедур слідства та судочинства, що вплинуло в пізнішому часі на заміну ведення судочинства позасудовими органами, такими як трійки НКВС. Спрощена процедура судочинства суперечила нормам 111 статті Конституції 1936 року, яка передбачала без винятків відкритість судового процесу та забезпечення обвинуваченому права на захист.

## Протизаконність трійок НКВС
Існування трійок НКВС повністю суперечило нормам Конституції СРСР 1936 року, згідно зі 102 статтею якої судові функції в СРСР реалізовувалися тільки судом; жодних позасудових органів Конституція СРСР 1936 року не передбачала. В тогочасний кримінальний та кримінально-процесуальний кодекс СРСР раніше не вносилися відповідні зміни, які б допускали функціонування трійки НКВС замість судових органів. Окрім того, видаючи Наказ НКВС № 00447, котрий у своїй природі по суті був законом, а не підзаконним, виконавчо-розпорядчим актом, НКВС вийшов за рамки своєї компетенції спецслужби. Відповідно до свого законодавчого статусу державної спецслужби СРСР, НКВС міг тільки видавати підзаконні, виконавчо-розпорядчі акти, не виходячи при цьому за межі відповідних законів.
Порушення власних законів органами радянської влади, що в тогочасному правовому полі радянського законодавства спричинилися до протизаконного існування та функціювання трійок НКВС, показово характеризує радянську законність сталінського періоду.
Концептуально трійки НКВС, як і Особлива нарада НКВС, не мали нічого спільного з кримінальним судочинством: вони були позбавлені таких головних принципів судочинства, як незалежність суду, змагальність і рівність сторін перед судом та законом. Навіть їхнє функціонування неможливо прирівняти до розгляду адміністративних справ, що виникають з незначних правопорушень, оскільки і розгляд адміністративних справ обов'язково передбачає відкритість процесу розгляду та прийняття доводів обвинувачуваної сторони — функції, що були відсутні під час розгляду справ позасудовими органами.

## Наказ НКВС №00447
За наказом НКВС СРСР від 4 липня 1937 року № 00447 проти куркулів та інших антирадянських елементів квоту на страту у 8000 осіб на прохання чекістів УРСР збільшено до 26 150 осіб; першу «директивну» кількість репресованих у СРСР встановили у 298 950, але до 1 листопада 1938 року за так званою куркульською операцією загалом засудили 767 397 осіб, з них близько 387 тис. розстріляли. У процесі виконання цього наказу НКВС СРСР у 1937–1938 роках в УРСР заарештували 111 634 особи (з них кримінальних злочинців — 12,7 тис.), з яких за рішеннями надзвичайних позасудових органів розстріляли 64 419 осіб.
Трійки НКВС були «найбільшою інстанцією терору в історії радянських масових репресій, від Громадянської війни до розстрілів в Катині». Наказ затверджував особовий склад 64 трійок на республіканському, крайовому та обласному рівнях[джерело?].

## Провадження слідства

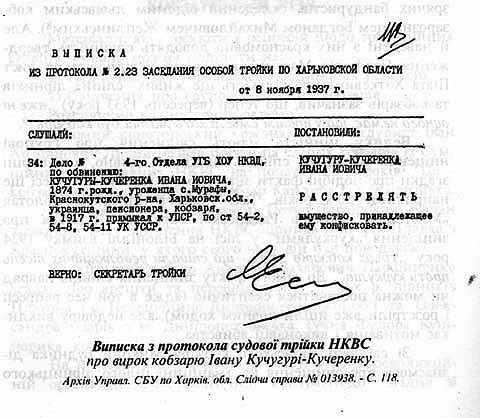
Вирок сліпого бандуриста Івана Кучугурі-Кучеренка

Здійснюючи слідство, трійки НКВС керувалися спрощеною процедурою, не дотримуючись більшості нормативних вимог тодішнього кримінально-процесуального кодексу СРСР, у результаті чого часто невинні люди несли незаслужене покарання, що найяскравіше проявилося впродовж періоду великого терору. Проводячи, як правило, заочний розгляд кримінальних справ без участі обвинуваченого та його захисника, радянська влада в особі трійок НКВС порушувала вимоги 111-ї статті сталінської конституції, норми котрої вимагали без винятків відкритий судовий розгляд справ у судах із забезпеченням обвинуваченому права на захист. Загалом, завдання трійки НКВС часто зводилося до затвердження вироків громадянам, котрі вже раніше фактично були винесені рішеннями державних та партійних органів, подібно до випадку з репресіями кримінальних злочинців та інших антирадянських елементів відповідно до наказу НКВС 00447.
Офіційної директиви НКВС щодо використання методів фізичного впливу під час допитів досі в архівах не виявлено. Однак, цілком імовірно, що усна вказівка-дозвіл була оголошена Миколою Єжовим на нараді керівних співробітників НКВС 16—20 липня 1937 року. Аналіз архівно-слідчих справ дозволяє стверджувати, що масове побиття підслідних розпочалося в кінці липня — на початку серпня 1937 року.
З дозволу ЦК ВКП(б) НКВС застосовував катування під час слідства всупереч забороні цього методу тогочасним кримінально-процесуальним законодавством. Сталін шифротелеграмою 10 січня 1939 року дав вказівку нижчим партійним органам не протидіяти використанню НКВС фізичного впливу щодо громадян:

| «ЦК ВКП(б) пояснює, що застосування фізичного впливу в практиці НКВС було допущеним з 1937 р. з дозволу ЦК ВКП(б)… Відомо, що всі буржуазні розвідки застосовують фізичний вплив стосовно представників соціалістичного пролетаріату й, до речі, застосовують його в найбільш потворних формах. Питається, чому соціалістична розвідка має бути гуманнішою стосовно завзятих агентів буржуазії, заклятих ворогів робітничого класу та колгоспників? ЦК ВКП(б) вважає, що метод фізичного впливу має обов'язково застосовуватися й надалі, як виняток, стосовно явних та озброєних ворогів народу як цілком правильний та доцільний метод» |
| |

Сталін, як перша керівна особа радянської держави, в шифротелеграмі навіть словом не обмовився, наскільки відповідає фізичний вплив на людей, які потрапили до НКВС, тогочасному законодавству. Фактично ЦК ВКП(б), як партійний орган, з невизначеними законодавством владними повноваженнями, але з фактичною владою в руках, всупереч Кримінально-процесуальному кодексу СРСР, норми якого не допускали та забороняли фізичну дію щодо підозрюваних, дозволив НКВС використовувати насильство над громадянами, що своєю чергою дуже гарно демонструє цинічне ставлення вищого партійного керівництва до власних радянських законів.

## Результати діяльності
З 1 жовтня 1936 року до 1 листопада 1938 року органами НКВС СРСР арештовано 1 565 041 особу. Серед них згідно з наказом НКВС № 00447 — 702 656 осіб. Упродовж цього часу засуджено 1 336 863 людини, з яких 668 305 осіб, тобто — 50 %, розстріляні.

## Репресії щодо членів трійок НКВС
Більшість членів трійок були репресовані після 1938 року.
Це тим більше необхідно, бо масові операції щодо разгрому та викоріненню ворожих елементів, проведені органами НКВС у 1937—1938 роках за спрощеного ведення слідства та суду, не могли не привести до ряду найбільших недоліків та перекручувань у роботі органів НКВС та Прокуратури. Більш того, вороги народу та шпигуни іноземних розвідок, які просочилися в органи НКВС як у центрі, так і на місцях, продовжуючи вести свою підривну діяльність, намагалися всіляко заплутати слідчі та агентурні справи, свідомо перекручували радянські закони, проводили масові та необґрунтовані арешти, у той самий час рятувати від розгрому своїх спільників, особливо тих, які засіли в органах НКВС.